# Colonia las Granjas, Delstaten Mexiko
Colonia las Granjas är en ort i Mexiko.   Den ligger i kommunen Tianguistenco och delstaten Mexiko, i den sydöstra delen av landet, 40 km sydväst om huvudstaden Mexico City. Colonia las Granjas ligger 2 670 meter över havet och antalet invånare är 934.
Terrängen runt Colonia las Granjas är kuperad österut, men västerut är den platt. Terrängen runt Colonia las Granjas sluttar västerut. Runt Colonia las Granjas är det tätbefolkat, med 735 invånare per kvadratkilometer. Närmaste större samhälle är Metepec, 18,1 km nordväst om Colonia las Granjas. Trakten runt Colonia las Granjas består till största delen av jordbruksmark.